# Tournoi de tennis d'Amsterdam
Le tournoi d'Amsterdam (Pays-Bas) est un tournoi de tennis féminin du circuit professionnel WTA et masculin du circuit professionnel ATP.
La seule édition féminine de l'épreuve a été organisée en 1980.
La seule édition masculine de l'épreuve a été organisée en 1982.
L'Open des Pays-Bas a également été organisé à Amsterdam de 1995 à 2001.

## Palmarès dames

### Simple
| No | Date       | Nom et lieu du tournoi                 | Catégorie | Dotation | Surface         | Vainqueure      | Finaliste       | Score         |         |
| -- | ---------- | -------------------------------------- | --------- | -------- | --------------- | --------------- | --------------- | ------------- | ------- |
| 1  | 10-11-1980 | Dutch International Indoors, Amsterdam |           | 75 000 $ | Moquette (int.) | Hana Mandlíková | Virginia Ruzici | 5-7, 6-2, 7-5 | Tableau |

### Double
| No | Date       | Nom et lieu du tournoi                | Catégorie | Dotation | Surface         | Vainqueures                 | Finalistes                   | Score    |         |
| -- | ---------- | ------------------------------------- | --------- | -------- | --------------- | --------------------------- | ---------------------------- | -------- | ------- |
| 1  | 10-11-1980 | Dutch International Indoors Amsterdam |           | 75 000 $ | Moquette (int.) | Hana Mandlíková Betty Stöve | Mima Jaušovec Joanne Russell | 7-6, 7-6 | Tableau |

## Palmarès messieurs

### Simple
| No | Date       | Nom et lieu du tournoi   | Catégorie | Dotation  | Surface         | Vainqueur    | Finaliste    | Score              |  |
| -- | ---------- | ------------------------ | --------- | --------- | --------------- | ------------ | ------------ | ------------------ |  |
| 1  | 18-10-1982 | Amsterdam WCT, Amsterdam |           | 300 000 $ | Moquette (int.) | Wojtek Fibak | Kevin Curren | 7-5, 3-6, 6-4, 6-3 |  |

### Double
| No | Date       | Nom et lieu du tournoi   | Catégorie | Dotation  | Surface         | Vainqueurs                | Finalistes                  | Score         |  |
| -- | ---------- | ------------------------ | --------- | --------- | --------------- | ------------------------- | --------------------------- | ------------- |  |
| 1  | 18-10-1982 | Amsterdam WCT, Amsterdam |           | 300 000 $ | Moquette (int.) | Fritz Buehning Tomáš Šmíd | Kevin Curren Buster Mottram | 4-6, 6-3, 6-0 |  |